# تشارلز توماس (مهندس)
تشارلز توماس (بالفرنسية: Charles Xavier Thomas de Colmar )‏ (و. 1785 – 1870 م) هو مخترِع، ورائد أعمال، ومخترع ‏، ورياضياتي، ومهندس فرنسي، ولد في كولمار، توفي في باريس، عن عمر يناهز 85 عاماً.